# Cónclave de 1484
El cónclave llevado a cabo entre el 26 y el 29 de agosto de 1484 resultó en la elección de Inocencio VIII después de la muerte del Papa Sixto IV.

## La muerte de Sixto IV
Sixto IV murió de gota el 12 de agosto de 1484 a las 5 de la mañana, a la edad de 70 años. El Papa tenía por encima de todo lo que amaba a su propia familia, siendo en el momento de su muerte que cuatro de sus familiares eran cardenales. La mayor parte de ellos jugaron un papel importante en el tablero de la Iglesia, especialmente Giuliano della Rovere, de 41 años de edad. El Papa fallecido no gozaba de popularidad entre los romanos; de modo que en el período de 1484 fue uno de los más sangriento en todo el siglo, caracterizado por las peleas entre el pueblo opositor a Sixto IV, y los seguidores del difunto Papa y las familias romanas.

## Lista de Cardenales delColegio cardenalicio(1484)

### Cardenales presentes
Al cónclave asistieron 25 de los 32 cardenales que existían en aquella época:
- Rodrigo de Borja, decano del Colegio Cardenalicio y arcipreste de la Basílica Laterana.
- Oliverio Carafa, vicedecano del Colegio Cardenalicio.
- Marco Barbo, patriarca de Aquilea.
- Giuliano della Rovere
- Giovanni Battista Zeno, arcipreste de la Basílica Vaticana.
- Giovanni Michiel
- Stefano Nardini
- Giovanni Battista Cibo, camarlengo del Sacro Colegio.
- Giovanni Arcimboldi, prefecto del Tribunal de la Signatura Apostólica.
- Philibert Hugonet
- Jorge da Costa
- Girolamo Basso della Rovere
- Gabriele Rangoni, O.Min.Obs.
- Pietro Foscari
- Giovanni d'Aragona
- Domenico della Rovere
- Giovanni de' Conti
- Juan Margarit y Pau
- Giovanni Giacomo Schiaffinati
- Francesco Todeschini Piccolomini, protodiácono.
- Raffaele Sansoni Riario
- Giovanni Battista Savelli
- Giovanni Colonna
- Giovanni Battista Orsini
- Ascanio Maria Sforza Visconti

Entre los electores había veintiún italianos, dos españoles (Borja y Margarit), un francés (Hugonet) y un portugués (da Costa).  Cuatro cardenales: Domenico y Giuliano della Rovere, Girolamo Basso della Rovere y Rafael Sansoni Riario eran familiares del Papa fallecido. El cardenal Rangoni, a pesar de ser italiano, representaba los intereses del Reino de Hungría.
Sólo diecinueve de los electores fueron proclamados por Sixto IV. Cuatro fueron nombrados por el Papa Paulo II, uno por Pío II (Protodiácono Piccolomini) y uno por Calixto III (el decano Borja).

### Cardenales ausentes
Siete cardenales no participaron en las elecciones, entre ellos 3 franceses, 2 españoles, un 1 italiano y 1 inglés:
- Jean de la Balue, legado papal en Francia.
- Luis de Milá y de Borja
- Thomas Bourchier, arzobispo de Canterbury.
- Pedro González de Mendoza
- Carlos II de Borbón
- Paolo Fregoso
- Pierre de Foix

De ellos 4 fueron nombrados por Sixto IV, 2 por Paulo II, y 1 por Calixto III.

## Facciones

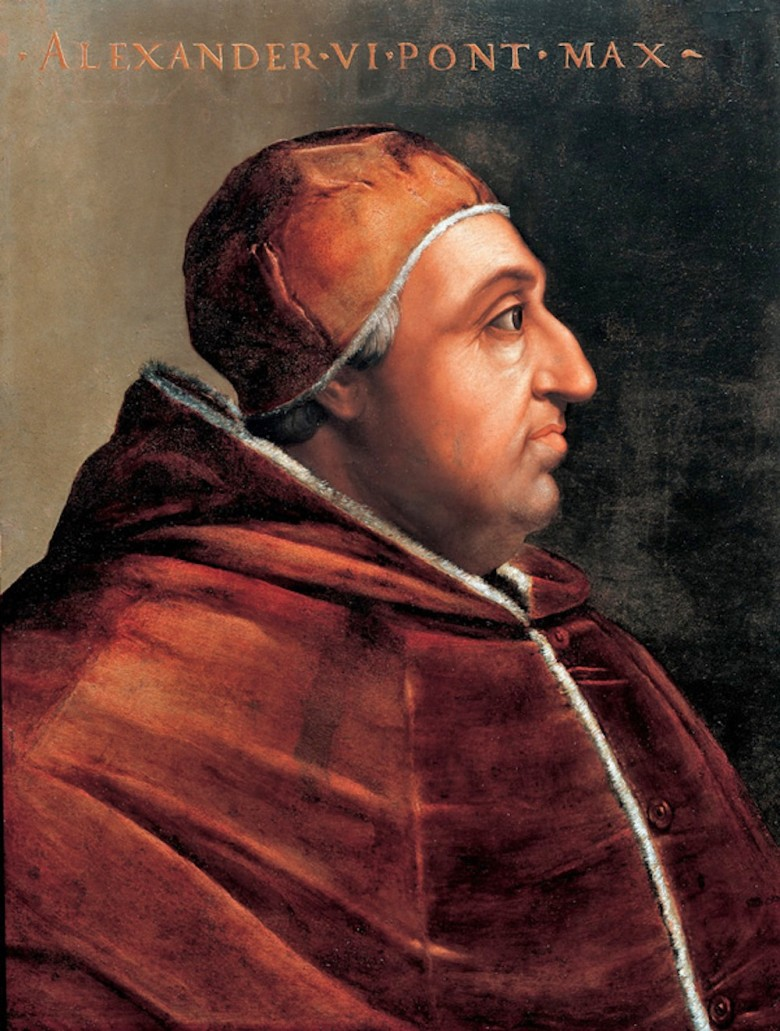
Cardenal-Decano Rodrigo de Borja, futuro Alejandro VI.

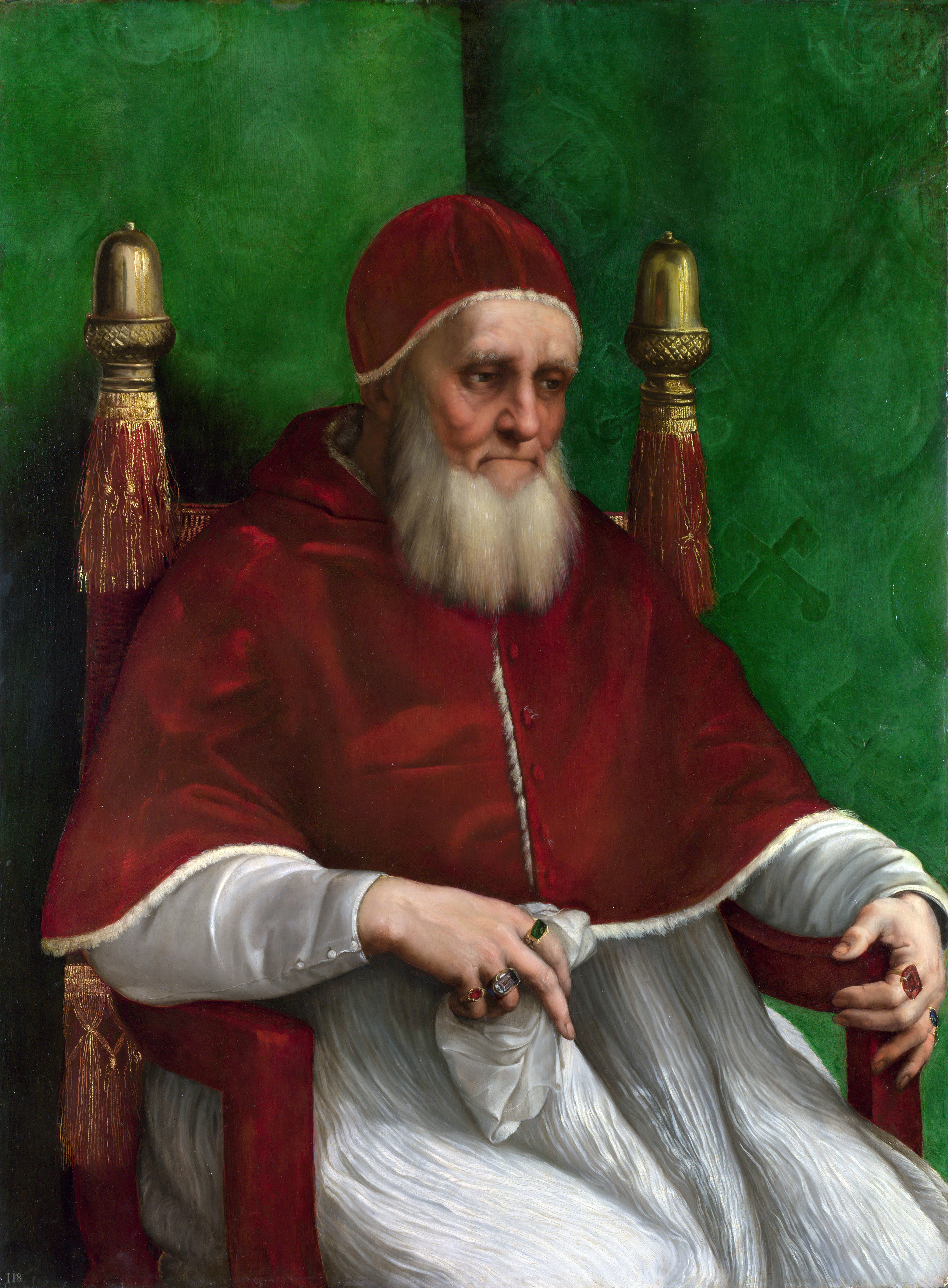
Giugliano della Rovere, futuro Julio II.

Entre los electores se distinguieron dos partidos distintos. Una facción apoyó el mantenimiento de la paz en Italia, representada recientemente por el tratado de paz de Bagnolo, que ponía fin a la llamada "Guerra de Ferrara". La otra facción defendía tratar de reforzar los estados papales, especialmente en las relaciones con el reino de Nápoles, aún a costa de romper la paz. Encabezaba la primera fracción el Cardenal-Decano Rodrigo de Borja. El otro líder fue el cardenal nepote Giuliano della Rovere. A pesar de estas divisiones, un numeroso grupo de cardenales no se decantaba por ninguna de las dos facciones.

## Los candidatos para el papado
El embajador del Ducado de Mantua, en su informe del 15 de agosto de 1484, argumentó que la mejor oportunidad era del cardenal Stefano Nardini. Entre los papables eran considerados Giovanni Conti de 70 años de edad, apoyado por los influyentes Orsini. Nápoles apoyó la candidatura de Francesco Piccolomini, y el Ducado de Milán al cardenal Marco Barbo. Activamente trabajó para apoyar su candidatura el cardenal Rodrigo de Borja ofreciendo sobornos a varios cardenales. Giuliano della Rovere trató de elegir a un débil, para poder mantener sus ingresos actuales.

## Cónclave

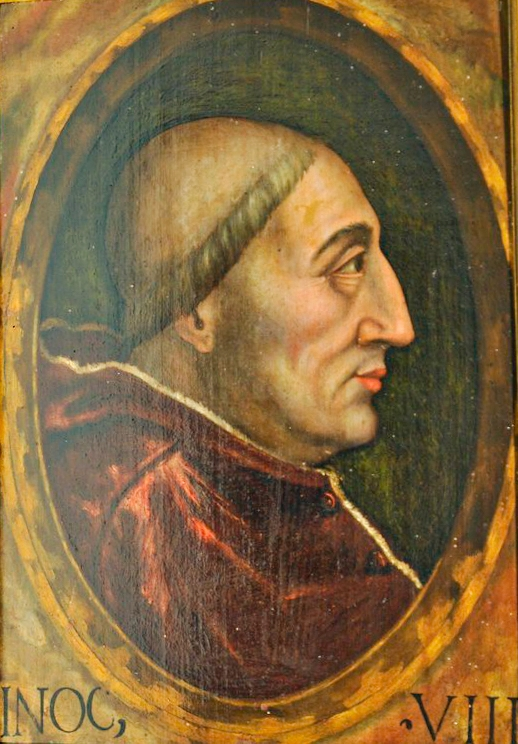
Cibo, futuro Inocencio VIII.

El cónclave comenzó el 25 de agosto con una misa por el Espíritu Santo, celebrada por el cardenal Marco Barbo, obispo de Palestrina. Durante el inicio se elaboró un texto de capitulación cónclave, que se firmó el 27 de agosto. En él se estipulaba la obligación de seguir luchando contra el Imperio Otomano y fortalecer la posición del Colegio cardenalicio frente al nuevo Papa. 
La primera votación se llevó a cabo la mañana del 28 de agosto. Esta terminó casi en la elección del cardenal Barbo, pero rápidamente se decidió no llevar a cabo su elección ya que la mayoría de los cardenales no deseaba el triunfo de Barbo, no sólo porque era veneciano, sino también porque tenía reputación de un asceta piadoso, frente a la vida seglar de la mayoría de los príncipes de la iglesia de aquella época. 
Después de la primera votación, el cardenal Borja, a pesar de sus esfuerzos, tenía pocas posibilidades de ser elegido. En esta situación, propuso la candidatura del vicecanciller papal y compatriota, el cardenal Juan Margarit. Este era mucho mayor que Borja y no gozaba de buena salud, lo que dio esperanza de que su pontificado fuera breve (efectivamente, Margarit murió unos meses después del cónclave). Esta candidatura obtuvo un apoyo reducido, por lo que se propuso la candidatura del cardenal de 52 años Cibo. El obispo de Ostia tuvo gran éxito, arrastrando a su lado gran apoyo. En la noche del 28 de agosto, el cardenal Cibo firmó en su celda diversas regalías a los cardenales a cambio de sus votos, por lo que la opción de la mañana era segura. Algunos de los electores se comprometieron ante los ofrecimientos del cardenal della Rovere, que confirma su papel de liderazgo en los esfuerzos para elegir a Cibo, el cual era muy pobre y del que poco podían obtener los Cardenales para su beneficio personal.

## Elección de Inocencio VIII

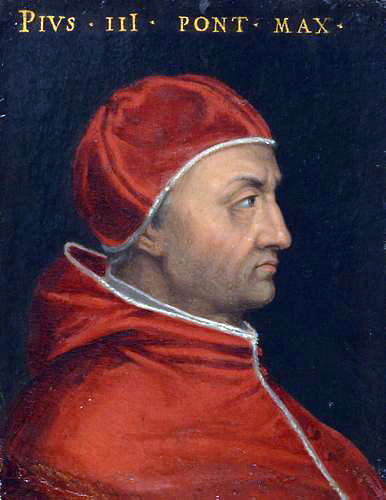
Protodiácono Francesco Piccolomini, futuro Pio III.

En la votación de la mañana del 29 de agosto, por unanimidad fue elegido Cibo, que tomó el nombre de Inocencio VIII. A las 9 de la mañana, el protodiácono Piccolomini dio a los romanos la fórmula del Habemus Papam. El 12 de septiembre se inauguró oficialmente el pontificado de Inocencio, durante el cual Piccolomini coronó a Cibo con la tiara pontificia.
Inocencio VIII era un hombre de carácter débil y en este sentido cumplió con las expectativas de los cardenales della Rovere y Borja, que siguieron desempeñando un papel decisivo en la corte papal. Junto con la elección recayó en Cibo también algunos tabúes, siendo el primer Papa que reconozca oficialmente a sus hijos nacidos fuera del matrimonio.